# آزادی هم بد نیست
آزادی هم بد نیست فیلمی است به کارگردانی و نویسندگی کیم روسی استوارت محصول ایتالیا. بازیگران فیلم عبارتند از الساندرو موراسی، کیم روسی استوارت، مارتا نوبیلی، و باربارا بوبو لوا.
این فیلمی ایتالیایی در مورد مشکلات یک خانواده است و به‌ویژه در مورد مشکلات پسری به نام تامی (الساندرو موراسی).
او در زندگی خود با دشواری‌های بسیاری روبه‌رو است اما سرانجام می‌تواند بفهمد که راه زندگی بهتر برای او چیست.